# خالد بن محمد القاسمی
خالد بن محمد القاسمی (عربی: خالد بن محمد القاسمی; زاده ۱۹۳۱ - درگذشته ۱۹۷۲) سیاست‌مدار اهل امارات متحده عربی بود، که از ۱۹۶۵ تا ۱۹۷۲ به‌عنوان امیر شارجه فعالیت می‌کرد.